# Znieczulenie podpajęczynówkowe

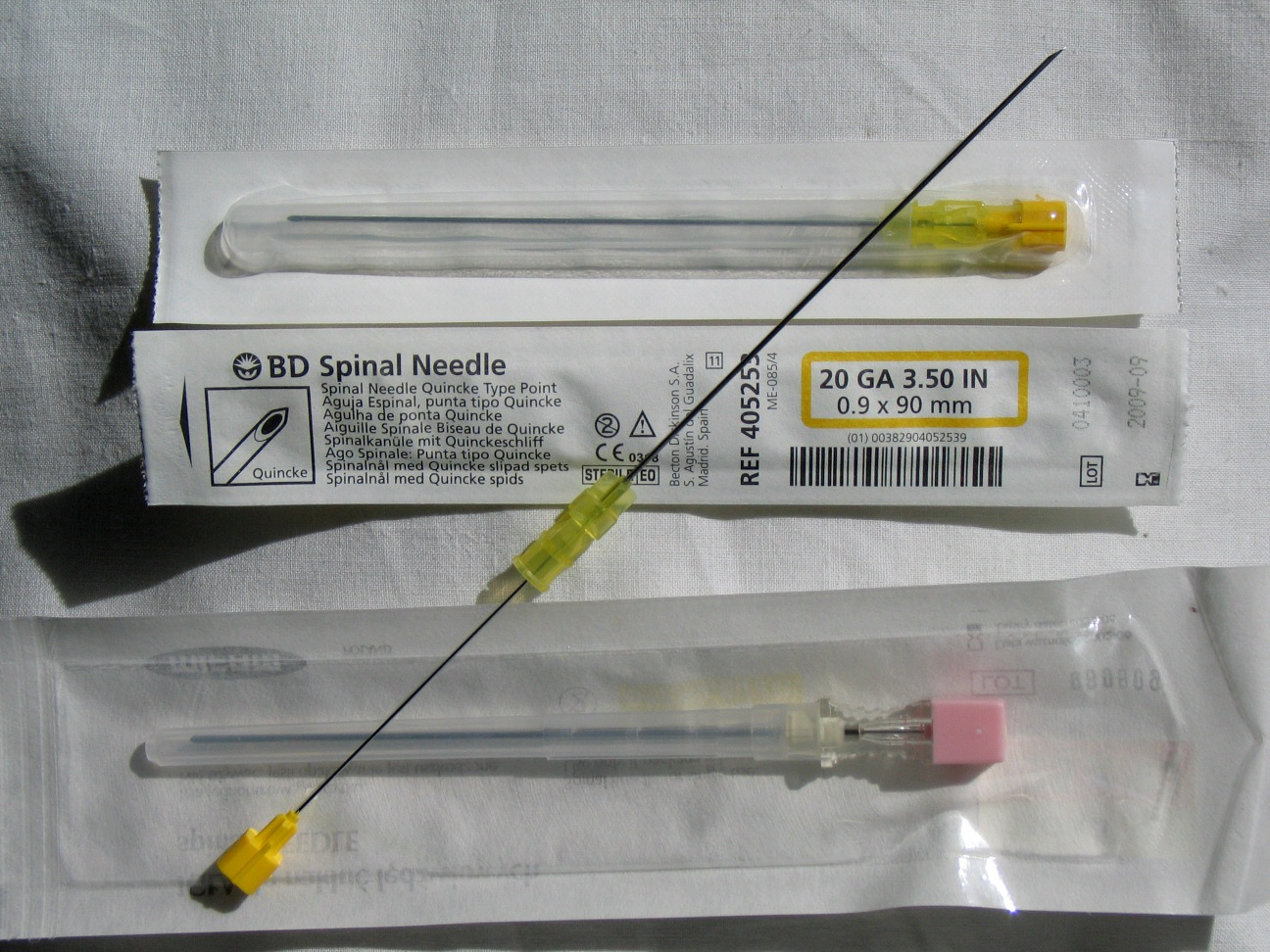
Igły do wkłucia lędźwiowego

Znieczulenie podpajęczynówkowe – forma znieczulenia regionalnego z grupy blokad centralnych, w której leki wywołujące przerwanie przewodnictwa nerwowego podaje się bezpośrednio do płynu mózgowo-rdzeniowego znajdującego się w worku oponowym otaczającym rdzeń kręgowy drogą punkcji lędźwiowej. Ze względów bezpieczeństwa nakłucie opony twardej wykonuje się w odcinku lędźwiowym kręgosłupa, gdzie nie istnieje ryzyko uszkodzenia rdzenia kręgowego. Znieczulenie charakteryzuje się bardzo szybkim początkiem działania, przewidywalnym rozkładem obszaru znieczulenia oraz stosunkowo krótkim czasem działania.